# هاينز باومان
هاينز باومان (بالألمانية: Heinz Baumann)‏ (و. 1928  م) هو مؤدي أصوات، وممثل مسرحي، وممثل أفلام، وممثل تلفزي ألماني، ولد في أولدنبورغ.

## جوائز
حصل على جوائز منها:

الجائزة التلفزيونية البافارية ‏، عن عمل: أديلهيد وقاتلتها ‏ (2002)

## وصلات خارجية
- هاينز باومان على موقع IMDb (الإنجليزية)
- هاينز باومان على موقع مونزينجر (الألمانية)
- هاينز باومان على موقع ألو سيني (الفرنسية)
- هاينز باومان على موقع ميوزك برينز (الإنجليزية)
- هاينز باومان على موقع أول موفي (الإنجليزية)
- هاينز باومان على موقع قاعدة بيانات الأفلام السويدية (السويدية)
- هاينز باومان على موقع ديسكوغز (الإنجليزية)
- هاينز باومان على موقع قاعدة بيانات الفيلم (الإنجليزية)
- هاينز باومان على موقع كينوبويسك (الروسية)